# Organic Syntheses (časopis)
Organic Syntheses je recenzirani naučni časopis koji je osnovan 1921. godine. On objavljuje detaljne i proverene procedure za sintezu organskih jedinjenja. Jedinstveno svojstvo revizionog procesa je svi podaci i eksperimenti navedini u člancima moraju da budu uspešno ponovljeni u laboratoriji člana redakcije kao provera reproduktibilnosti pre objavljivanja. Ovaj časopis objavljuje neprofitna korporacija Organic Syntheses, Inc.. Godišnju štampanu verziju objavljuje John Wiley & Sons u ime Organic Syntheses, Inc.

## Spoljašnje veze
- Zvanični veb-sajt
- Organic Syntheses at John Wiley's Online Library.